# Caraíbas (Bahia)
Caraíbas é um município brasileiro do estado da Bahia. Este município está entre os 24 que compõem o território de identidade do Sudoeste Baiano, proposto pela Superintendência de Estudos Econômicos e Sociais da Bahia.

## Organização Político-Administrativa
O município de Caraíbas possui uma estrutura político-administrativa composta pelo Poder Executivo, chefiado por um prefeito eleito por sufrágio universal, o qual é auxiliado diretamente por secretários municipais nomeados por ele, e pelo Poder Legislativo, institucionalizado pela Câmara Municipal de Caraíbas, órgão colegiado de representação dos munícipes que é composto por vereadores também eleitos por sufrágio universal.

### Atuais autoridades municipais de Caraíbas
- Prefeito: Renatinho - PP (2025/2028)[11]
- Vice-prefeito: Arnaldo da Jiboia - PP (2025/2028)[11]